# الهبیشات
الهبیشات (به فرانسوی: Lahebichate) یک روستا در مراکش است که در مراکش آسفی واقع شده‌است.